# Dirhiza lateritia
Dirhiza lateritia är en tvåvingeart som först beskrevs av Friedrich Hermann Loew 1850.  Dirhiza lateritia ingår i släktet Dirhiza och familjen gallmyggor. Inga underarter finns listade i Catalogue of Life.